# Cerro Las Tejas
El Cerro Las Tejas es una formación de montaña ubicada en el extremo norte del Municipio Bejuma (Carabobo), Venezuela. A una altitud de 1.485 m s. n. m. el Cerro Las Tejas es una de las montañas más altas en Carabobo. 

## Ubicación
El Cerro Las Tejas se encuentra al norte de Mariara. Su falda norte se continúa con el Pico de La Calavera a 1682 m s. n. m. hasta llegar a la carretera de Ocumara que lleva a la bahía de Ocumare de la Costa.